# Sailosi Tagicakibau

a Compétitions nationales et continentales officielles uniquement.

b Matchs officiels uniquement.
Dernière mise à jour le 4 janvier 2018.
Sailosi Lyle  Koroibola Tagicakibau, né le 14 novembre 1982 à Auckland, est un joueur de rugby à XV d'origine fidji-samoane international samoan. Il évolue au poste d'ailier.

## Carrière

### En club
Il rejoint les London Irish le 1er janvier 2006.
- 2003 : Counties Manukau, NPC
- 2004-2005 : Taranaki Rugby Union, NPC
- 2005 : Chiefs, Super Rugby
- 2006-2014 : London Irish, Premiership
- 2014 : Stormers, Super Rugby
- 2014-2016 : Wasps, Premiership
- 2017 : Warringah, Shute Shield

### En équipe nationale
Il obtient sa première cape internationale le 12 juillet 2003, à l’occasion d’un match contre l'équipe de Namibie.
Équipe des Samoa
- 21 sélections
- 35 points (6 essais)
- Participations à la Coupe du monde : 2003 (4 matchs comme titulaire et 2 essais inscrits), 2007 (1 match comme titulaire), 2011 (3 match comme titulaire)

Pacific Islanders
- 3 sélections
- Sélections par année : 1 en 2006, 2 en 2008

## Palmarès
- Finaliste du Championnat d'Angleterre en 2009